# Tornei di tennis femminili indipendenti nel 1980
Nel 1980 la maggior parte dei tornei di tennis femminili facevano parte del WTA Tour 1980 ma alcuni non erano inseriti in nessuno circuito.

## Calendario

### Gennaio
| Settimana  | Torneo                                                                    | Vincitore              | Finalista                 | Semifinalisti | Eliminati ai quarti |
| ---------- | ------------------------------------------------------------------------- | ---------------------- | ------------------------- | ------------- | ------------------- |
| gennaio    | New Zealand Championships 1980 Auckland, Nuova Zelanda Singolare - Doppio | L. Stewart             | non conosciuta (bandiera) |               |                     |
| gennaio    | New Zealand Championships 1980 Auckland, Nuova Zelanda Singolare - Doppio |                        |                           |               |                     |
| 6 gennaio  | Australian Hard Court Championships 1980 , Australia Singolare - Doppio   | Nerida Gregory 7-5 6-2 | Anette Gulley             |               |                     |
| 6 gennaio  | Australian Hard Court Championships 1980 , Australia Singolare - Doppio   |                        |                           |               |                     |
| 8 gennaio  | Heineken Open 1980 Auckland, Nuova Zelanda Singolare - Doppio             | Janet Newberry 6-2 6-1 | Judy Connor Chaloner      |               |                     |
| 8 gennaio  | Heineken Open 1980 Auckland, Nuova Zelanda Singolare - Doppio             |                        |                           |               |                     |
| 13 gennaio | Western Australian Open 1980 Perth, Australia Singolare - Doppio          | Susan Leo 6-1 0-6 6-0  | Jenny Dimond-Gardiner     |               |                     |
| 13 gennaio | Western Australian Open 1980 Perth, Australia Singolare - Doppio          |                        |                           |               |                     |
| 31 gennaio | Tasmanian Open 1980 Hobart, Australia Singolare - Doppio                  | Maree Booth 6-3 6-2    | Kerrie Byrne              |               |                     |
| 31 gennaio | Tasmanian Open 1980 Hobart, Australia Singolare - Doppio                  |                        |                           |               |                     |

### Febbraio
| Settimana   | Torneo                                                                                 | Vincitore                  | Finalista                 | Semifinalisti | Eliminati ai quarti |
| ----------- | -------------------------------------------------------------------------------------- | -------------------------- | ------------------------- | ------------- | ------------------- |
| febbraio    | New South Wales Hard Court Championships 1980 Orange NSW, Australia Singolare - Doppio | Amanda Tobin-Dingwall      | non conosciuta (bandiera) |               |                     |
| febbraio    | New South Wales Hard Court Championships 1980 Orange NSW, Australia Singolare - Doppio |                            |                           |               |                     |
| 10 febbraio | Kenya Open 1979 Nairobi, Kenya Singolare - Doppio                                      | Lesley Charles 3-6 6-3 6-4 | D Stewart                 |               |                     |
| 10 febbraio | Kenya Open 1979 Nairobi, Kenya Singolare - Doppio                                      |                            |                           |               |                     |
| 10 febbraio | Torneo di Redcliffe 1979 Redcliffe, Australia Singolare - Doppio                       | C. Kelly 6-3 6-0           | D. Anderson               |               |                     |
| 10 febbraio | Torneo di Redcliffe 1979 Redcliffe, Australia Singolare - Doppio                       |                            |                           |               |                     |
| 17 febbraio | Mombasa Open 1980 Mombasa, Kenya Singolare - Doppio                                    | Anthea Cooper              | Lesley Charles            |               |                     |
| 17 febbraio | Mombasa Open 1980 Mombasa, Kenya Singolare - Doppio                                    |                            |                           |               |                     |

### Marzo
| Settimana | Torneo                                                                                 | Vincitore                            | Finalista                           | Semifinalisti | Eliminati ai quarti |
| --------- | -------------------------------------------------------------------------------------- | ------------------------------------ | ----------------------------------- | ------------- | ------------------- |
| 16 marzo  | German Covered Court Championships 1980 Stoccarda, Germania Singolare - Doppio         | Heidi Eisterlehner 6-2 6-3           | Claudia Pasquale                    |               |                     |
| 16 marzo  | German Covered Court Championships 1980 Stoccarda, Germania Singolare - Doppio         |                                      |                                     |               |                     |
| 23 marzo  | Santista of Porto Alegre 1980 Porto Alegre, Brasile Terra rossa Singolare - Doppio     | Pat Medrado 6-3 6-1                  | Meister                             |               |                     |
| 23 marzo  | Santista of Porto Alegre 1980 Porto Alegre, Brasile Terra rossa Singolare - Doppio     | Pat Medrado Cláudia Monteiro 6-3 6-1 | Matte Meister                       |               |                     |
| 23 marzo  | Torneo di Wynnum 1980 Wynnum, Australia Singolare - Doppio                             | M. Earle                             | Janet Fallis                        |               |                     |
| 23 marzo  | Torneo di Wynnum 1980 Wynnum, Australia Singolare - Doppio                             |                                      |                                     |               |                     |
| 30 marzo  | Clairol Crown 1980 Carlsbad, USA Cemento Singolare                                     | Tracy Austin 7-5 6-2                 | Martina Navrátilová                 |               |                     |
| 30 marzo  | Nice Lawn Tennic Club Championships 1980 Nizza, Francia Terra rossa Singolare - Doppio | Gail Lovera 3-6 6-4 6-2              | Elly Vessies-Appel                  |               |                     |
| 30 marzo  | Nice Lawn Tennic Club Championships 1980 Nizza, Francia Terra rossa Singolare - Doppio | Gail Lovera Helga Mastoff 6-4 6-4    | Petra Delhees Christiane Jolissaint |               |                     |
| 30 marzo  | Santista of Rio de Janeiro 1980 Rio de Janeiro, Brasile Terra rossa Singolare - Doppio | Claudia Casabianca 2-6 6-3 6-1       | Vicki Beggs                         |               |                     |
| 30 marzo  | Santista of Rio de Janeiro 1980 Rio de Janeiro, Brasile Terra rossa Singolare - Doppio | Newton Walker 6-1 6-3                | Pat Medrado Cláudia Monteiro        |               |                     |

### Aprile
| Settimana | Torneo                                                                                                 | Vincitore                                 | Finalista                     | Semifinalisti | Eliminati ai quarti |
| --------- | --- | ----------------------------------------- | ----------------------------- | ------------- | ------------------- |
| 6 aprile  | Santista of Curitba 1980 Curitba, Brasile Singolare - Doppio                                           | Pat Medrado 3-6 6-1 6-3                   | Claudia Casabianca            |               |                     |
| 6 aprile  | Santista of Curitba 1980 Curitba, Brasile Singolare - Doppio                                           | Newton Walker 6-1 6-3                     | Vicky Beggs Segal             |               |                     |
| 6 aprile  | WTA Monte Carlo 1980 Monte Carlo, Monte Carlo Singolare - Doppio                                       | Brigitte Simon 4-6 7-6 6-1                | Isabelle Villiger             |               |                     |
| 6 aprile  | WTA Monte Carlo 1980 Monte Carlo, Monte Carlo Singolare - Doppio                                       |                                           |                               |               |                     |
| 7 aprile  | Darling Downs Championships 1980 Toowoomba, Australia Singolare - Doppio                               | C. Kelly 4-6 6-3 6-4                      | Joanne Butler                 |               |                     |
| 7 aprile  | Darling Downs Championships 1980 Toowoomba, Australia Singolare - Doppio                               |                                           |                               |               |                     |
| 7 aprile  | Central Queensland Championships 1980 Rockhampton, Australia Singolare - Doppio                        | L. Cox 6-3 6-3                            | A.Jones                       |               |                     |
| 7 aprile  | Central Queensland Championships 1980 Rockhampton, Australia Singolare - Doppio                        |                                           |                               |               |                     |
| 7 aprile  | North of England Hard Court Championships 1980 Southport, Gran Bretagna Terra rossa Singolare - Doppio | Belinda Thompson 2-6 6-1 6-0              | Joy Tacon                     |               |                     |
| 7 aprile  | North of England Hard Court Championships 1980 Southport, Gran Bretagna Terra rossa Singolare - Doppio | Sonia Davies Debbie Stewart 6-3 6-4       | Eleanor Lightbody Joy Tacon   |               |                     |
| 7 aprile  | North of England Hard Court Championships 1980 Southport, Gran Bretagna Terra rossa Singolare - Doppio | Doppio misto: Hariss Sonia Davies 6-3 6-4 | Nick Rayner Debbie Stewart    |               |                     |
| 12 aprile | Norwich Tournament 1980 Norwich, Gran Bretagna Singolare - Doppio                                      | D. Morgan 4-6 6-1 6-3                     | Elizabeth Jones               |               |                     |
| 12 aprile | Norwich Tournament 1980 Norwich, Gran Bretagna Singolare - Doppio                                      | A. Gfoerer Iris Riedel 6-3 7-6            | Cathy Drury Eleanor Lightbody |               |                     |
| 13 aprile | Santista of Recife 1980 Recife, Brasile Singolare - Doppio                                             | Claudia Casabianca                        | Pat Medrado                   |               |                     |
| 13 aprile | Santista of Recife 1980 Recife, Brasile Singolare - Doppio                                             | Newton Walker 6-3 6-1                     | Pat Medrado Cláudia Monteiro  |               |                     |
| 19 aprile | Cumberland Hard Court Championships 1980 Hampstead, Gran Bretagna Terra rossa Singolare - Doppio       | Jo Durie 6-4 7-6                          | Anne Hobbs                    |               |                     |
| 19 aprile | Cumberland Hard Court Championships 1980 Hampstead, Gran Bretagna Terra rossa Singolare - Doppio       | Jo Durie Debbie Jevans 2-6 7-6 6-4        | Lesley Charles Anne Hobbs     |               |                     |
| 20 aprile | Santista Cup Masters 1980 San Paolo, Brasile Singolare - Doppio                                        | Pat Medrado                               |                               |               |                     |

### Maggio
| Settimana | Torneo                                                                           | Vincitore                                    | Finalista                   | Semifinalisti | Eliminati ai quarti |
| --------- | -------------------------------------------------------------------------------- | -------------------------------------------- | --------------------------- | ------------- | ------------------- |
| 17 maggio | Torneo di Lee-on-Solent 1980 Lee-on-the-Solent, Gran Bretagna Singolare - Doppio | Anne Hobbs 3-6 6-3 6-3                       | Jo Durie                    |               |                     |
| 17 maggio | Torneo di Lee-on-Solent 1980 Lee-on-the-Solent, Gran Bretagna Singolare - Doppio |                                              |                             |               |                     |
| 18 maggio | Japan Gunze Classic 1980 Tokyo, Giappone Singolare - Doppio                      | Martina Navrátilová 7-5 6-3                  | Pam Shriver                 |               |                     |
| 18 maggio | Japan Gunze Classic 1980 Tokyo, Giappone Singolare - Doppio                      | Billie Jean King Martina Navrátilová 6-3 6-1 | Rosie Casals Wendy Turnbull |               |                     |
| 24 maggio | Bournemouth Pernod Masters 1980 Bournemouth, Gran Bretagna Singolare - Doppio    | Susan Rollinson 6-3 6-4                      | Anette Gulley               |               |                     |
| 24 maggio | Bournemouth Pernod Masters 1980 Bournemouth, Gran Bretagna Singolare - Doppio    | Kate Gulley Kathleen Pratt 6-4 3-6 7-5       | Cynthia Doerner Sue Saliba  |               |                     |

### Giugno
| Settimana | Torneo                                                                   | Vincitore                                                                        | Finalista                 | Semifinalisti | Eliminati ai quarti |
| --------- | ------------------------------------------------------------------------ | -------------------------------------------------------------------------------- | ------------------------- | ------------- | ------------------- |
| 7 giugno  | Kent Championships 1980 Beckenham, Gran Bretagna Erba Singolare - Doppio | Andrea Jaeger 6-4 6-1                                                            | Jo Durie                  |               |                     |
| 7 giugno  | Kent Championships 1980 Beckenham, Gran Bretagna Erba Singolare - Doppio | A. Buchanan Diane Desfor 6-7 6-4 6-2                                             | K. Jones Lindsay Morse    |               |                     |
| 7 giugno  | Northern Championships 1980 Manchester, Gran Bretagna Singolare - Doppio | Anne Hobbs 6-4 4-6 9-7                                                           | Sue Barker                |               |                     |
| 7 giugno  | Northern Championships 1980 Manchester, Gran Bretagna Singolare - Doppio | Sue Barker Anne Hobbs 6-3 6-3                                                    | Cathy Drury Jane Plackett |               |                     |
| 7 giugno  | Northern Championships 1980 Manchester, Gran Bretagna Singolare - Doppio | Doppio misto: Dennis Ralston JoAnne Russell Franklin Anne Hobbs titolo condiviso |                           |               |                     |
| 14 giugno | Merseyside Tournament 1980 Merseyside, Gran Bretagna Singolare - Doppio  | Freeman Kathleen Horvath titolo condiviso                                        |                           |               |                     |
| 14 giugno | Merseyside Tournament 1980 Merseyside, Gran Bretagna Singolare - Doppio  |                                                                                  |                           |               |                     |

### Luglio
| Settimana | Torneo                                                                               | Vincitore                                               | Finalista                       | Semifinalisti | Eliminati ai quarti |
| --------- | ------------------------------------------------------------------------------------ | ------------------------------------------------------- | ------------------------------- | ------------- | ------------------- |
| luglio    | Soviet Championships 1980 , Unione Sovietica Singolare - Doppio                      | Ol'ga Morozova 6-7 6-4 6-4                              | Lyudmila Makarova               |               |                     |
| luglio    | Soviet Championships 1980 , Unione Sovietica Singolare - Doppio                      | Ol'ga Morozova Olga Zaitseva 6-1 6-1                    | Galina Bakšeeva Elena Eliseenko |               |                     |
| luglio    | Soviet Championships 1980 , Unione Sovietica Singolare - Doppio                      | Doppio misto: Vadim Borisov Elena Eliseenko 6-1 6-7 7-5 | Sergei Leonyuk Natalia Borodina |               |                     |
| 6 luglio  | Torneo di Travemünde 1980 Travemünde, Germania Singolare - Doppio                    | Helga Niessen Masthoff 4-6 6-3 6-2                      | Claudia Kohde                   |               |                     |
| 6 luglio  | Torneo di Travemünde 1980 Travemünde, Germania Singolare - Doppio                    |                                                         |                                 |               |                     |
| 12 luglio | Irish Open 1980 Dublino, Irlanda Terra rossa Singolare - Doppio                      | Pam Whytcross 6-1 6-4                                   | Nerida Gregory                  |               |                     |
| 12 luglio | Irish Open 1980 Dublino, Irlanda Terra rossa Singolare - Doppio                      | Sue Saliba Pam Whytcross 6-4 6-2                        | Nerida Gregory Naoko Satō       |               |                     |
| 12 luglio | Irish Open 1980 Dublino, Irlanda Terra rossa Singolare - Doppio                      | Doppio misto: Andrew Jarrett Sue Saliba 7-5 7-5         | Richard Lewis Nerida Gregory    |               |                     |
| 12 luglio | Scottish Championships 1980 Edimburgo, Gran Bretagna Erba Singolare - Doppio         | Lea Antonoplis 6-2 6-2                                  | C Maso                          |               |                     |
| 12 luglio | Scottish Championships 1980 Edimburgo, Gran Bretagna Erba Singolare - Doppio         | Lea Antonoplis P Johnson 6-4 4-6 6-1                    | Anthea Cooper Joyce Hume        |               |                     |
| 12 luglio | East of England Championships 1980 Felixstowe, Gran Bretagna Erba Singolare - Doppio | Elizabeth Little 6-1 6-1                                | Sonia Davies                    |               |                     |
| 12 luglio | East of England Championships 1980 Felixstowe, Gran Bretagna Erba Singolare - Doppio |                                                         |                                 |               |                     |
| 13 luglio | Torneo di Neumünster 1980 Neumünster, Germania Terra rossa Singolare - Doppio        | Lena Sandin 6-2 6-7 6-3                                 | Helga Niessen Masthoff          |               |                     |
| 13 luglio | Torneo di Neumünster 1980 Neumünster, Germania Terra rossa Singolare - Doppio        |                                                         |                                 |               |                     |
| 13 luglio | Swiss Open 1980 Gstaad, Svizzera Terra rossa Singolare - Doppio                      | Virginia Ruzici 6-4 6-3                                 | Sylvia Hanika                   |               |                     |
| 13 luglio | Swiss Open 1980 Gstaad, Svizzera Terra rossa Singolare - Doppio                      |                                                         |                                 |               |                     |
| 19 luglio | Essex Championships 1980 Frinton-on-Sea, Gran Bretagna Singolare - Doppio            | Denise Taylor 6-3 4-2 (finale sospesa per pioggia)      | Eleanor Lightbody               |               |                     |
| 19 luglio | Essex Championships 1980 Frinton-on-Sea, Gran Bretagna Singolare - Doppio            | Eleanor Lightbody Julia Lloyd 7-6 5-7 6-3               | G. Carnery C. Power             |               |                     |
| 20 luglio | Swedish Open 1980 Båstad, Svezia Terra rossa Singolare - Doppio                      | Virginia Ruzici 6-2 7-5                                 | Nina Bohm                       |               |                     |
| 20 luglio | Swedish Open 1980 Båstad, Svezia Terra rossa Singolare - Doppio                      |                                                         |                                 |               |                     |

### Agosto
| Settimana | Torneo                                                                           | Vincitore                                          | Finalista                       | Semifinalisti | Eliminati ai quarti |
| --------- | -------------------------------------------------------------------------------- | -------------------------------------------------- | ------------------------------- | ------------- | ------------------- |
| 2 agosto  | Torneo di Bath 1980 Bath, Gran Bretagna Singolare - Doppio                       | G. Ross walkover                                   | S. Tripp]                       |               |                     |
| 2 agosto  | Torneo di Bath 1980 Bath, Gran Bretagna Singolare - Doppio                       |                                                    |                                 |               |                     |
| 2 agosto  | Northumberland Championships 1980 Newcastle, Gran Bretagna Singolare - Doppio    | Lesley Charles 6-2 6-1                             | Cathy Drury                     |               |                     |
| 2 agosto  | Northumberland Championships 1980 Newcastle, Gran Bretagna Singolare - Doppio    | Lesley Charles Anthea Cooper 6-2 6-0               | Clare Harrison Jane Plackett    |               |                     |
| 2 agosto  | Northumberland Championships 1980 Newcastle, Gran Bretagna Singolare - Doppio    | Doppio misto: Frew McMillan Lesley Charles 6-3 6-1 | William Davies Cathy Drury      |               |                     |
| 2 agosto  | Torneo di Tunbridge Wells 1980 Tunbridge Wells, Gran Bretagna Singolare - Doppio | Jane Langstaff 3-6 7-5 6-2                         | Elspeth Young                   |               |                     |
| 2 agosto  | Torneo di Tunbridge Wells 1980 Tunbridge Wells, Gran Bretagna Singolare - Doppio |                                                    |                                 |               |                     |
| 9 agosto  | Torneo di Bournemouth 1980 Bournemouth, Gran Bretagna Singolare - Doppio         | Elspeth Young 6-3 6-3                              | K. Treloar                      |               |                     |
| 9 agosto  | Torneo di Bournemouth 1980 Bournemouth, Gran Bretagna Singolare - Doppio         |                                                    |                                 |               |                     |
| 9 agosto  | Torneo di Framlingham 1980 Framlingham, Gran Bretagna Singolare - Doppio         | Christa Pickwick 6-0 6-2                           | A. Loughrey                     |               |                     |
| 9 agosto  | Torneo di Framlingham 1980 Framlingham, Gran Bretagna Singolare - Doppio         |                                                    |                                 |               |                     |
| 9 agosto  | Torneo di Ilkley 1980 Ilkley, Gran Bretagna Singolare - Doppio                   | Belinda Thompson 6-2 6-4                           | Denise Taylor                   |               |                     |
| 9 agosto  | Torneo di Ilkley 1980 Ilkley, Gran Bretagna Singolare - Doppio                   | J. Fenwick Clare Harrison 6-4 6-1                  | Debbie Stewart Belinda Thompson |               |                     |
| 9 agosto  | Torneo di Ilkley 1980 Ilkley, Gran Bretagna Singolare - Doppio                   | Doppio misto: Nick Brown Denise Taylor 7-6 6-3     | John Paish Clare Harrison       |               |                     |
| 9 agosto  | Torneo di Llanelli 1980 Llanelli, Gran Bretagna Singolare - Doppio               | Jill Cottrell 6-4 6-3                              | Jill Cottrell                   |               |                     |
| 9 agosto  | Torneo di Llanelli 1980 Llanelli, Gran Bretagna Singolare - Doppio               |                                                    |                                 |               |                     |
| 11 agosto | Torneo di Cromer 1980 Cromer, Gran Bretagna Singolare - Doppio                   | J. Sculthorpe 6-2 6-0                              | M. MacPherson                   |               |                     |
| 11 agosto | Torneo di Cromer 1980 Cromer, Gran Bretagna Singolare - Doppio                   |                                                    |                                 |               |                     |
| 16 agosto | Torneo di West Worthing 1980 West Worthing, Gran Bretagna Singolare - Doppio     | Lesley Charles 6-4 6-2                             | Elizabeth Jones                 |               |                     |
| 16 agosto | Torneo di West Worthing 1980 West Worthing, Gran Bretagna Singolare - Doppio     | Lesley Charles Anthea Cooper 6-2 6-2               | Debbie Stewart Belinda Thompson |               |                     |
| 16 agosto | Torneo di West Worthing 1980 West Worthing, Gran Bretagna Singolare - Doppio     | Doppio misto: John Paish Lesley Charles 6-2 6-3    | Peter Doohan J. Mansour         |               |                     |
| 23 agosto | Torneo di Winchester 1980 Winchester, Gran Bretagna Singolare - Doppio           | Jenny Blyth-Lewis 3-6 7-6 6-?                      | Eleanor Lightbody               |               |                     |
| 23 agosto | Torneo di Winchester 1980 Winchester, Gran Bretagna Singolare - Doppio           |                                                    |                                 |               |                     |
| 30 agosto | Torneo di Havant 1980 Havant, Gran Bretagna Singolare - Doppio                   | Kim Hotston 3-6 6-2 6-3                            | Nicola Lusty                    |               |                     |
| 30 agosto | Torneo di Havant 1980 Havant, Gran Bretagna Singolare - Doppio                   |                                                    |                                 |               |                     |

### Settembre
| Settimana    | Torneo                                                                    | Vincitore                    | Finalista               | Semifinalisti | Eliminati ai quarti |
| ------------ | ------------------------------------------------------------------------- | ---------------------------- | ----------------------- | ------------- | ------------------- |
| settembre    | Ojai Valley Championships 1980 Ojai, USA Cemento Singolare - Doppio       | Kelly Henry                  | Tina Watanabe           |               |                     |
| settembre    | Ojai Valley Championships 1980 Ojai, USA Cemento Singolare - Doppio       | Lea Antonoplis Lindsay Morse | Sheila McInerny S.Brown |               |                     |
| 13 settembre | Highland Championships 1980 Pitlochry, Gran Bretagna Singolare - Doppio   | D. Boothman 10-8 6-2         | L. Ristic               |               |                     |
| 13 settembre | Highland Championships 1980 Pitlochry, Gran Bretagna Singolare - Doppio   |                              |                         |               |                     |
| 14 settembre | South Queensland Championships 1980 Ipswich, Australia Singolare - Doppio | M. Earle 6-4 3-6 6-1         | C. Kelly                |               |                     |
| 14 settembre | South Queensland Championships 1980 Ipswich, Australia Singolare - Doppio |                              |                         |               |                     |

### Ottobre
| Settimana  | Torneo                                                           | Vincitore                     | Finalista           | Semifinalisti | Eliminati ai quarti |
| ---------- | ---------------------------------------------------------------- | ----------------------------- | ------------------- | ------------- | ------------------- |
| 12 ottobre | Barcelona Ladies Open 1980 Barcellona, Spagna Singolare - Doppio | Nora Lauteslager-Blom 7-6 6-3 | Carmen Perea-Alcala |               |                     |
| 12 ottobre | Barcelona Ladies Open 1980 Barcellona, Spagna Singolare - Doppio |                               |                     |               |                     |

### Novembre
| Settimana   | Torneo                                                                           | Vincitore                        | Finalista                 | Semifinalisti | Eliminati ai quarti |
| ----------- | -------------------------------------------------------------------------------- | -------------------------------- | ------------------------- | ------------- | ------------------- |
| novembre    | Australian Hard Court Championships 1980 Hobart, Australia Singolare - Doppio    | Susan Leo                        | non conosciuta (bandiera) |               |                     |
| novembre    | Australian Hard Court Championships 1980 Hobart, Australia Singolare - Doppio    |                                  |                           |               |                     |
| novembre    | Eastern Province Championships 1980 Port Elizabeth, Sudafrica Singolare - Doppio | Jennifer Mundel-Reinbold 7-6 6-4 | Rene Uys                  |               |                     |
| novembre    | Eastern Province Championships 1980 Port Elizabeth, Sudafrica Singolare - Doppio |                                  |                           |               |                     |
| novembre    | Natal Open 1980 Durban, Sudafrica Singolare - Doppio                             | Elizabeth Gordon 3-6 6-4 6-4     | Mary Muller               |               |                     |
| novembre    | Natal Open 1980 Durban, Sudafrica Singolare - Doppio                             |                                  |                           |               |                     |
| novembre    | OFS Championships 1980 Bloemfontein, Sudafrica Singolare - Doppio                | Susan Rollinson 6-1 2-6 6-3      | Rene Uys                  |               |                     |
| novembre    | OFS Championships 1980 Bloemfontein, Sudafrica Singolare - Doppio                |                                  |                           |               |                     |
| novembre    | River Plate Championships 1980 Buenos Aires, Argentina Singolare - Doppio        | Ivanna Madruga-Osses             | Lillian Giussani          |               |                     |
| novembre    | River Plate Championships 1980 Buenos Aires, Argentina Singolare - Doppio        |                                  |                           |               |                     |
| 2 novembre  | South Coast Championships 1980 Southport, Australia Singolare - Doppio           | M. Earle 6-4 6-2                 | Joanne Butler             |               |                     |
| 2 novembre  | South Coast Championships 1980 Southport, Australia Singolare - Doppio           |                                  |                           |               |                     |
| 23 novembre | Lion's Cup 1980 Tokyo, Giappone Sintetico indoor Singolare                       | Martina Navrátilová 6-4 6-3      | Tracy Austin              |               |                     |
| 23 novembre | Queensland Open 1980 Brisbane, Australia Erba Singolare - Doppio                 | Elizabeth Smylie Sayers 6-2 6-1  | Sue Barker                |               |                     |
| 23 novembre | Queensland Open 1980 Brisbane, Australia Erba Singolare - Doppio                 |                                  |                           |               |                     |
| 30 novembre | South African Open 1980 Johannesburg, Sudafrica Singolare - Doppio               | Lesley Charles 7-5 6-4           | Rene Uys                  |               |                     |
| 30 novembre | South African Open 1980 Johannesburg, Sudafrica Singolare - Doppio               |                                  |                           |               |                     |

### Dicembre
| Settimana   | Torneo                                                                           | Vincitore              | Finalista                 | Semifinalisti | Eliminati ai quarti |
| ----------- | -------------------------------------------------------------------------------- | ---------------------- | ------------------------- | ------------- | ------------------- |
| dicembre    | Sydney Manly Seaside Championships 1980 Sydney, Australia Singolare - Doppio     | Amanda Tobin-Dingwall  | non conosciuta (bandiera) |               |                     |
| dicembre    | Sydney Manly Seaside Championships 1980 Sydney, Australia Singolare - Doppio     |                        |                           |               |                     |
| dicembre    | Western Province Championships 1980 Città del Capo, Sudafrica Singolare - Doppio | Liz Gordon 4-6 6-4 6-4 | Rene Uys                  |               |                     |
| dicembre    | Western Province Championships 1980 Città del Capo, Sudafrica Singolare - Doppio |                        |                           |               |                     |
| 17 dicembre | Border Championships 1980 East London, Sudafrica Singolare - Doppio              | Rene Uys 6-4 6-3       | Liz Gordon                |               |                     |
| 17 dicembre | Border Championships 1980 East London, Sudafrica Singolare - Doppio              |                        |                           |               |                     |